# Trackballs
Trackballs é um jogo no qual você controla uma bolinha de gude inspirado no clássico para Atari Marble Madness. O seu objetivo é chegar até o final de um percurso passando por vários obstáculos e buscando acumular pontos antes que o tempo se esgote. Ao contrário de Marble Madness, Trackballs é inteiramente em 3D.

## Controles do Jogo
- Direcional e Mouse: move a sua bolinha
- Espaço: faz a sua bolinha pular
- K: mata a sua bolinha

## Jogabilidade
Assim que o jogo começa, o jogador deve começar a controlar a sua bolinha, tomando muito cuidado para que ela não caia em um penhasco e levando em conta a inclinação e o tipo de terreno. Além do penhasco, também existem armadilhas diversas como lanças que saem do chão e campos de força eletrificados que podem matar a sua bolinha instantaneamente. Além disso, você pode encontrar Mr. Black, uma bolinha rival que fará de tudo para te derrubar e pássaros vorazes que te atacarão. Você ganha pontos coletando bandeiras que podem ser encontradas nas fases, realizando manobras difíceis ou matando inimigos. É possível encontrar alguns items especiais que mudam o material de que é feito a sua bolinha ou que fazem com que ela ganhe espinhos.